# 珍妮佛·瑟萊娜
珍妮佛·瑟萊娜（西班牙語：Jennifer Serrano），西班牙女歌手，出生於西班牙阿斯圖里亞斯(Asturias)。
曾經在巴塞隆拿跟隨Helen Rowson學音樂。是一位西班牙和安道爾的新藝人，在這以前於該二國家中都沒有像他一般成功的藝人。
曾於2006年代表安道爾參加2006年歐洲歌唱大賽，但成績不甚理想。